# Eduardo Tercero
Eduardo Santiago Tercero Méndez (Ciudad de México, 6 de mayo de 1996) es un futbolista mexicano que juega como defensa o lateral izquierdo en Tigres UANL de la Liga MX.

## Trayectoria

### Lobos BUAP
Hizo su debut el 6 de enero de 2017 en la victoria como visitantes de 2 a 0 sobre Murciélagos FC, en un juego válido por el Ascenso MX. En la Liga MX debutó el 23 de julio de 2017 en el empate de 2 a 2 contra Santos Laguna. Anotó su primer gol en primera división el 3 de febrero de 2018, durante la goleada de 1 a 5 recibida contra el América en el Estadio Azteca.

## Clubes
| Club        | País   | Año               |
| ----------- | ------ | ----------------- |
| Lobos BUAP  | México | 2017 - 2018       |
| Tigres UANL | México | 2018 - Actualidad |

### Estadísticas
La siguiente tabla detalla los encuentros disputados y los goles marcados en los clubes en los que ha militado.
| Lobos BUAP · México | 2.ª                 | 2016/17             | 23 | 1 | - | - | - | - | 23 | 1 |
| Lobos BUAP · México | 1.ª                 | 2017/18             | 27 | 1 | 1 | 0 | - | - | 28 | 1 |
| Lobos BUAP · México | Total               | Total               | 50 | 2 | 1 | 0 | - | - | 51 | 2 |
| Tigres UANL · México | 1.ª                 | 2018/19             | 1  | 0 | 3 | 0 | - | - | 4  | 0 |
| Tigres UANL · México | 1.ª                 | 2022/23             | 6  | 0 | - | - | - | - | 6  | 0 |
| Tigres UANL · México | Total               | Total               | 7  | 0 | 3 | 0 | - | - | 10 | 0 |
| Tijuana · México | 1.ª                 | 2020/21             | 8  | 0 | - | - | - | - | 8  | 0 |
| Tijuana · México | 1.ª                 | 2021/22             | 26 | 0 | - | - | - | - | 26 | 0 |
| Tijuana · México | 1.ª                 | Total               | 34 | 0 | - | - | - | - | 34 | 0 |
| Tijuana · México | Total en su carrera | Total en su carrera | 91 | 2 | 4 | 0 | - | - | 95 | 2 |
| (1)Incluye datos de la Liga de Ascenso de México (2016-2017) y Primera División de México (2017-presente) (2)Incluye datos de la Copa México (2017-presente). |                     |                     |    |   |   |   |   |   |    |   |

## Palmarés

### Títulos nacionales
| Título               | Club        | País   | Año  |
| -------------------- | ----------- | ------ | ---- |
| Ascenso MX           | Lobos BUAP  | México | 2017 |
| Campeón de Ascenso   | Lobos BUAP  | México | 2017 |
| Liga MX              | Tigres UANL | México | 2019 |
| Campeón de Campeones | Tigres UANL | México | 2023 |

### Títulos internacionales
| Título                           | Club        | Sede    | Año  |
| -------------------------------- | ----------- | ------- | ---- |
| Liga de Campeones de la Concacaf | Tigres UANL | Orlando | 2020 |